# Mardonios (Rhetor)
Mardonios war ein spätantiker Rhetor, Philosoph und Prinzenerzieher, der im 4. Jahrhundert lebte. Er ist vor allem aus den Schriften seines Schülers Julian bekannt, der von 360 bis 363 römischer Kaiser war.  
Mardonios war ein Eunuch gotischer Herkunft, der als Sklave im Haushalt des Prätorianerpräfekten des Kaisers Licinius, Iulius Iulianus, aufwuchs. Er erwarb umfassende Kenntnisse der griechischen Dichtung und Philosophie, die er an seine Schülerin Basilina weitergab, die Tochter seines Herrn. Diese heiratete um 330 Iulius Constantius, den Halbbruder Konstantins des Großen, der mittlerweile Licinius besiegt und die Herrschaft im Gesamtreich übernommen hatte. Das Paar hatte einen Sohn, den späteren Kaiser Julian.
Nachdem Julians Eltern gestorben waren – Basilina eines natürlichen Todes, Iulius Constantius im Rahmen der Morde nach dem Tod Konstantins des Großen –, lebte dieser ab 338 im Haushalt seines Großvaters Iulius Iulianus. Dort wurde er vom alten Lehrer seiner Mutter unterrichtet, der prägenden Einfluss auf ihn haben sollte. Mardonios brachte Julian die Philosophen der griechischen Klassik wie Sokrates, Platon und Aristoteles nahe und führte ihn in die Werke Homers ein, dessen Beschreibungen etwa von Gärten oder Pferderennen seiner Auffassung nach schöner waren, als es die Realität je sein könnte.
Mardonios wird in mehreren Werken Julians erwähnt, insbesondere in dessen Satire Der Barthasser (griechisch Misopogon). In seiner Grabrede auf Julian beschreibt der Rhetor Libanios den positiven Einfluss des Mardonios auf seinen Schüler.